# Cheltenham (police de caractères)
Pour les articles homonymes, voir Cheltenham (homonymie).
Cheltenham est une police de caractères créée en 1896 par l’architecte Bertram Grosvenor Goodhue et le directeur de Cheltenham Press, Ingalls Kimball. Morris Fuller Benton ou Joseph W. Phinney ont retouché pour American Type Founders qui a commencé à la vendre en 1903.